# بیامباسورن داوا

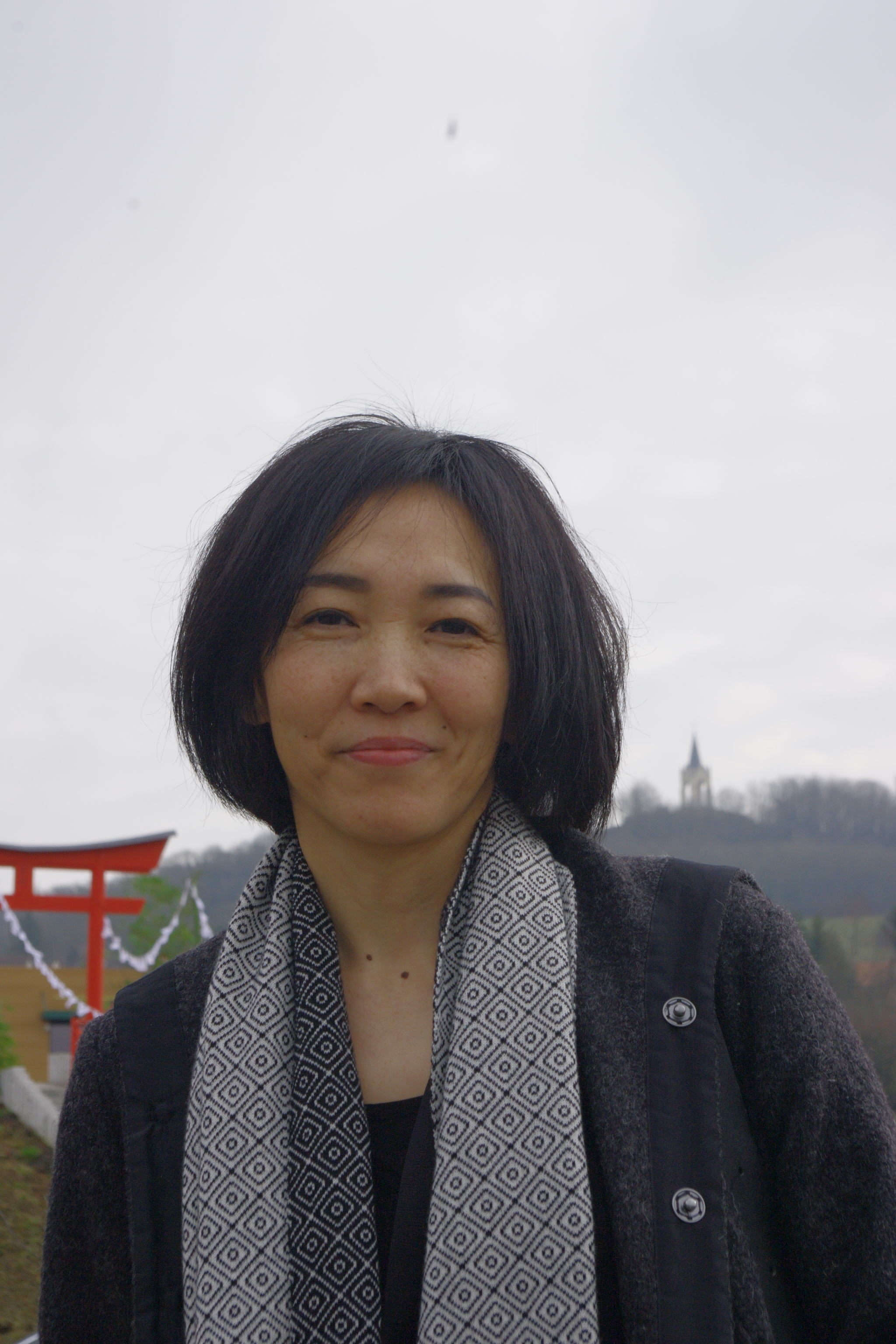
.......

بیامباسورن داوا (مغولی: Даваагийн Бямбасүрэн) متولد ۱۹۷۱ در اولان‌باتور، کارگردانی اهل مغولستان است که در کشور آلمان زندگی می‌کند. او بین سال‌های ۱۹۹۵ تا ۱۹۹۸، در آکادمی فیلم اولان‌باتور تحصیل کرده است. سپس به عنوان مدیر و دستیار کارگردان در تلویزیون ملی مغولستان مشغول به کار بوده است. در سال ۲۰۰۰، او به مونیخ نقل مکان کرد تا در رشته فیلم مستند و علوم ارتباطات در دانشگاه فیلم و تلویزیون مونیخ، تحصیل کند. فیلم‌های او قصه‌هایی را از زندگی سنتی عشایر مغولستان بازگو می‌کند. فیلم او، داستان شتر گریان در سال ۲۰۰۵، نامزد دریافت جایزه اسکار شد.

## فیلم‌شناسی
- ۱۹۹۹: اسب نارنجی (ویدئو)
- ۲۰۰۳: داستان شتر گریان
- ۲۰۰۵: غار سگ زرد
- ۲۰۰۹: دو اسب چنگیزخان